# Jan Heemskerk (politicus)
Jan Frederik (Jan) Heemskerk ('s-Gravenhage, 15 februari 1867 – Middelburg, 11 september 1944) was een Nederlands ambtenaar en antirevolutionair politicus. Daarnaast was hij ook actief in de schaakwereld.

## Privéleven
Jan Heemskerk was een zoon van de (toenmalige) minister van Binnenlandse Zaken en latere lid van de Hoge Raad en Raad van State Jan Heemskerk Azn. en Anna Maria Heemskerk. Theo Heemskerk was zijn broer, en Jan Heemskerk Bzn. was zijn oom. Na de vijfjarige hbs ging Jan Heemskerk naar de landbouwhogeschool te Wageningen (tot 1886).
Heemskerk trouwde in 1893 te 's-Gravenhage met jkvr. Sophia Petronella Wilhelmina Beelaerts van Blokland, met wie hij een zoon en een dochter kreeg.

## Ambtelijke en politieke carrière
Heemskerk begon zijn professionele carrière als ambtenaar. Eerst was hij surnumerair bij 's Rijks schatkist, vervolgens adjunct-commies bij het Pensioenfonds voor weduwen en wezen van burgerlijke ambtenaren en werd hij rijksbetaalmeester in achtereenvolgens Sas van Gent (1893-1901), Tiel (1901-1902), Assen (1902-1905), Groningen (1905-1909), Middelburg (1913-1922) en Leeuwarden (1922-1926).
In Groningen werd Heemskerk politiek actief, na ook al in 1905 kandidaat te zijn geweest voor de Tweede Kamer. Daar werd hij in 1907 voorzitter van de antirevolutionaire kiesvereniging "Nederland en Oranje" en was hij van 1907 tot 1910 lid van de gemeenteraad. Vanaf 1908 was hij bestuurslid van de Bond van Antirevolutionaire Gemeenteraadsleden en in 1907 werd hij gekozen in de Tweede Kamer der Staten-Generaal (voor een Rotterdams district). Daar sprak hij hoofdzakelijk over financiële onderwerpen; hij was als voormalig rijksbetaalmeester deskundig op het gebied van pensioenen en ambtenarensalarissen. In 1913 werd hij niet gekozen en pakte hij zijn functie als rijksbetaalmeester, nu in Middelburg, weer op. In 1918 werd hij voor nogmaals vier jaar gekozen. In 1919 behoorde hij tot de minderheid van zijn fractie die tegen de begroting van Marine van minister Hendrik Bijleveld was. Verwerping van deze begroting zou leiden tot het aftreden van de ARP-minister.
Na enkele jaren nog in Leeuwarden te hebben gewerkt vestigde Heemskerk zich in 1926 uiteindelijk weer in Middelburg, waar hij ook nog acht jaar lid was van de gemeenteraad (1931-1938).

## Schaakcarrière
Heemskerk was een sterke schaker en organisatorisch actief in de schaakwereld. Hij heeft de Nederlandse schaakgemeenschap die aan het einde van de negentiende eeuw aan het indommelen was met vernieuwende ideeën en diplomatie nieuw leven ingeblazen.
Hij leerde het schaken van zijn oudere broer en zus die hij op den duur uitdaagde en later voorbijstreefde. Hij zou tot de schaaktop van Nederland doordringen, hetgeen onder meer blijkt uit zijn derde plaats op het officieuze Nederlandse schaakkampioenschappen van 1888 en 1894, alsook uit zijn partijen tegen de internationale schaaktop (zie externe link).
Heemskerk werd lid van Discendo Discimus, waar hij in 1890 secretaris was. Mede door Heemskerk had Discendo Discimus als vereniging de reputatie zich goed te kunnen aanpassen om te overleven in veranderende tijden. Dankzij zijn energie wist de vereniging zich door de malaise te worstelen die in de 1890'er jaren in de Nederlandse schaakwereld heerste.
Zijn diplomatieke talent en netwerk bracht Heemskerk naar de Nederlandschen Schaakbond, waar hij ook secretaris werd. Ook daar bond hij, gewapend met zijn fortes, de strijd aan met de malaise: in 1892 pakte Heemskerk samen met N.W. van Lennep, A.G. Olland en A.J.A. Prange eerder gestrande voorstellen voor de reorganisatie van de bond aan. Heemskerk reisde toen door het land om steun voor de geherformuleerde reorganisatieplannen te krijgen. Hij gaf simultaan-demonstraties in ruil voor spreektijd om deze plannen te promoten. Hij slaagde ruimschoots in zijn opzet: niet alleen werd de gezochte steun verkregen, zijn frisse spel zou tevens het enthousiasme onder schakers hebben doen aanwakkeren, zo bleek uit de stijging van het aantal geregistreerde bondsleden in die periode.

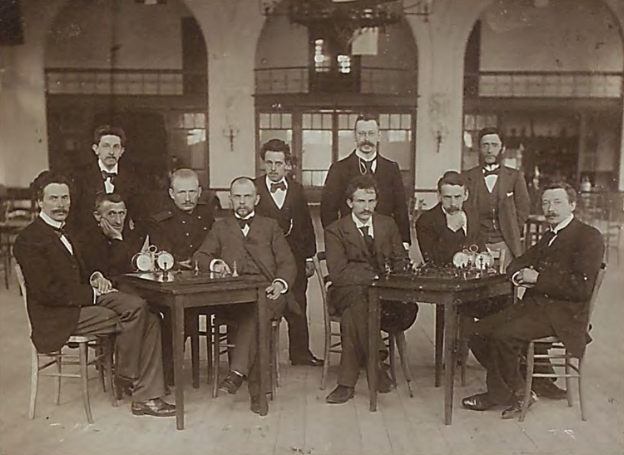
Bondswedstrijd te Den Haag in 1898. v.l.n.r.: Loman, Moquette, Benima, Te Kolsté, A.van Foreest, Bleijkmans, Tresling, Heemskerk, Meiners, van den Berg, Olland.

In 1893 moest Heemskerk zijn functie van secretaris bij de bond opgeven, omdat hij toen benoemd werd tot rijksbetaalmeester in Sas van Gent. Norman van Lennep volgde hem als secretaris en zou eveneens een roemrijke, doch korte carrière hebben. Heemskerk zou in de hoedanigheid van penningmeester (minder druk dan secretaris) in de hierop volgende jaren een wervende rol spelen voor de bond. Zijn beroep, dat hem veel door het land deed reizen, hielp hem hierbij in deze rol. Als redacteur droeg hij jarenlang bij aan het tijdschrift van de bond.
Hij speelde ook bij Schaakgezelschap Staunton te Groningen, waar hij in het begin van de 20e eeuw de sterkste schaker was. In 1904 en 1905 speelde Heemskerk blindsimultaans tegen de club. Hij was er van 1906 tot 1908 clubkampioen. Hij stelde zich in 1907 kandidaat voor het voorzitterschap van Staunton, maar werd nipt verslagen door Derk Mansholt. In 1911 vertrok hij vanwege zijn werk in de Tweede Kamer.

### Erkenningen
In 1894 werd Heemskerk voor zijn werk voor de Nederlandse schaakwereld een erelidmaatschap van Discendo Discimus toegewezen. Hij geldt als een erflater in de Nederlandse schaakgemeenschap: een "grote motor achter de vernieuwde bond en een sterke schaker".